# هیلتاون (تنسی)
هیلتاون (به انگلیسی: Haletown) یک منطقهٔ مسکونی در ایالات متحده آمریکا است که در شهرستان ماریون، تنسی واقع شده‌است. هیلتاون ۱۹۵٫۰۷ متر بالاتر از سطح دریا واقع شده‌است.